# Vojtěch Vacín

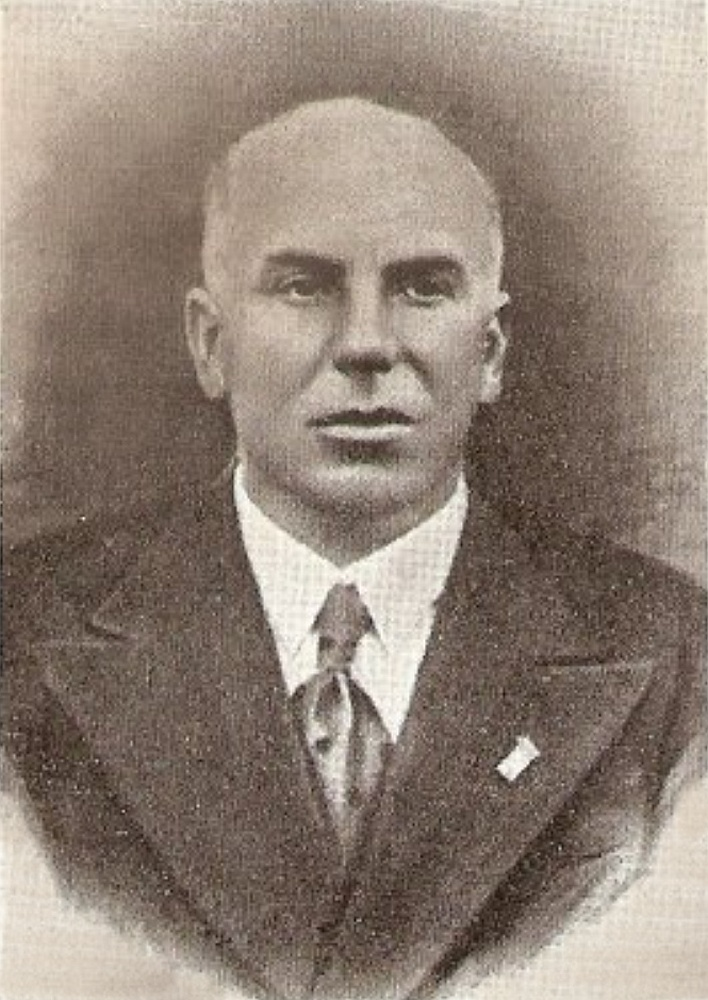
Jaroslav Řepa

Vojtěch Vacín, často uváděn též jako Vojta Vacín, (16. července 1887 Praha – 17. května 1942 koncentrační tábor Osvětim–Rajsko) byl již od mládí nadšeným sokolským cvičencem. Byl účastníkem I. odboje (proti Rakousku-Uhersku) a mezi světovými válkami vykonával funkci sokolského náčelníka župy Barákovy. Byl rovněž dlouholetým náčelníkem pražské libeňské jednoty Československé obce sokolské (ČOS). Během nacistické okupace Čech a Moravy se zapojil do domácího sokolského odboje mimo jiné i tím, že pomáhal organizovat ilegální odchody osob za hranice Protektorátu Čechy a Morava. V rámci svého působení v řadách členů II. odboje také organizoval pomoc rodinám zatčených odbojářů. Vojtěch Vacín byl zatčen německými represivními složkami v rámci systematické hromadné zatýkací Akce Sokol dne 8. října 1941. Vojtěch Vacín byl držen v policejní věznici gestapa v Malé pevnosti v Terezíně, odkud byl deportován 28. února 1942 do koncentračního tábora v Osvětimi. Tam zahynul 17. května 1942.

## Připomínky
- Na hřbitově v pražské Libni (adresa: Praha 8, Na Korábě 322/1, Libeň) se nachází jeho symbolický náhrobek (kenotaf) s následujícím textem: „VOJTA VACÍN / ÚČ. ŘEDITEL P.O.P. / NÁČELNÍK SOKOL. ŽUPY BARÁKOVY / 1887 – 1942. / V OSVĚČIMI - RAJSKU“[6]
- V Praze byla po něm (po druhé světové válce) pojmenována ulice „Vacínova“. Mezi léty 1895 až 1940 se tato ulice jmenovala „Erbenov“a (podle Karla Jaromíra Erbena); v letech protektorátních (1940 až 1945) se nazývala „Skálova“ (podle Pavla Skály ze Zhoře).[2]